# Aracamby mucuriensis
Aracamby mucuriensis är en insektsart som beskrevs av De Mello 1993. Aracamby mucuriensis ingår i släktet Aracamby och familjen syrsor. Inga underarter finns listade i Catalogue of Life.